# Jewgienij Samsonow
Jewgienij Borisowicz Samsonow (ros. Евгений Борисович Самсонов; ur. 15 września 1926 w Moskwie, zm. 30 września 2014 tamże) – rosyjski wioślarz reprezentujący ZSRR, srebrny medalista olimpijski.
Wystąpił na igrzyskach olimpijskich w Helsinkach w 1952 roku, gdzie osada ZSRR w składzie: Jewgienij Brago, Władimir Rodimuszkin, Aleksiej Komarow, Igor Borisow, Sława Amiragow, Leonid Gissien, Jewgienij Samsonow, Władimir Kriukow i Igor Polakow (sternik) zdobyła srebrny medal w ósemkach. W finale o 5,3 sekundy przegrali z osadą USA, a o 1,9 sekundy wyprzedzili Australijczyków. Na rozgrywanych cztery lata później igrzyskach olimpijskich w Melbourne w tej samej konkurencji odpadł w półfinałach. 
W ósemkach zdobywał również złote medale na mistrzostwach Europy w Kopenhadze (1953), mistrzostwach Europy w Amsterdamie (1954) i mistrzostwach Europy w Gandawie (1955).
Zdobywał mistrzostwo kraju w ósemkach w latach 1949, 1952–1954 i 1956. Absolwent Państwowego Uniwersytetu Wychowania Fizycznego im. Stalina. W latach 1959–1976 był trenerem reprezentacji ZSRR, którą prowadził na igrzyskach 1960–1976. Został odznaczony Orderem „Znak Honoru” i dwoma Medalami „Za pracowniczą wybitność”.